# Poludnica
Poludnica byla národní přírodní rezervace v oblasti Muráňská planina. Nacházela se v katastrálním území obce Muráň v okrese Revúca v Banskobystrickém kraji. Území bylo vyhlášeno či novelizováno v letech 1984, 1988 na rozloze 330,43 ha. Ochranné pásmo nebylo stanoveno.
Národní přírodní rezervace byla k 1. říjnu 2022 zrušena a území bylo zařazeno do systému zón národního parku Muráňská planina.